# Антонов Володимир Іванович
Володимир Іванович Антонов  (7 травня 1937, Орел, РРФСР, СРСР — 6 липня 2017, Харків, Україна) — український актор, режисер і театральний педагог. Перший народний артист незалежної України (1991).

## Життєпис
Народився 7 травня 1937 року в місті Орелі (нині Росія). 1960 року закінчив Харківський театральний інститут (майстерня Леся Сердюка).
Упродовж 1960—1999 років — артист Харківського обласного театру юного глядача. Викладав акторську майстерність та сценічну мову в університеті мистецтв, був викладачем Харківського ліцею мистецтв. Помер у Харкові 6 липня 2017 року.

## Творчість
ролі у театрі
- Жевакін («Одруження» Миколи Гоголя);
- Адам («Божественна комедія» Ісидора Штока);
- Журден («Міщанин-шляхтич» Мольєра);
- Барон («На дні» Максима Горького);
- Пивоваров («Вони та ми» Наталії Долиніної)

Поставив вистави «Теремок», «Червона шапочка», «Горбоконик», «Син полку», «День народження кота Леопольда», «Дванадцять місяців», «Порося, яке співає», «Про що розповіли чарівники». 
ролі у кіно
- 1962 — Сповідь — Сава
- 1964 — Повість про Пташкіна — Яша Пташкін
- 1970 — Хліб і сіль — пастух
- 1970 — Чортова дюжина — отець Серафим
- 1973 — Ні пуху, ні пера — господар підстреленої собаки
- 1974 — Відповідна міра — Бондаренко
- 1975 — Народжена революцією — Кузьмич
- 1976 — Дума про Ковпака — Велас
- 1977 — Весь світ в очах твоїх... — продавець квітів
- 1978 — Я хочу вас бачити — Іллюша
- 1980 — Візьму твій біль — Щерба
- 1980 — Від Бугу до Вісли — партизан
- 1981 — Очікування Полковника Шалигіна — Савченко
- 1981 — Ярослав Мудрий — батько Любави
- 1983 — Весна надії — Антон
- 1983 — Вир — Кузь
- 1983 — Комбати — підполковник
- 1984 — В лісах під Ковелем — Олесь Петрович Зіневич
- 1985 — Як молоді ми були — швейцар
- 1985 — Кармелюк — Ярема
- 1985 — Напередодні — слуга
- 1986 — І в звуках пам'ять відгукнеться… — Остап Вересай
- 1987 — Березова гілка (фільм-спектакль) — Іван Адамович Короткевич
- 1987 — І завтра жити — Ларіон
- 1988 — Кам'яна душа — батько Катерини
- 1989 — Небилиці про Івана — священик
- 1991 — Козаки йдуть — Торба
- 1992 — Миленький ти мій...
- 1996 — Діти прокидаються рано…
- 2004 — УВС-2. У владі
- 2009 — Tattoo (короткометражний) — Дмитро Іванович Басманов

Автор книжки «Край сцени — рампа» (2004).